# Kurt Grämiger
Kurt Grämiger (* 12. März 1945; † 12. April 2020 in Manegg, Zürich) war ein Schweizer Jazzmusiker (Saxophone, Komposition) und Architekt.

## Leben und Wirken
Grämiger studierte Architektur an der ETH Zürich und arbeitete dann in Zürich als diplomierter Architekt. Teilweise war er am Lehrstuhl für Architektur und Bauplanung der ETH beschäftigt, wo er mit Manfred Nussbaum Co-Autor der UNESCO-Studie über die Ausbildung der Architekten (1975) war, Untersuchungen über die Partizipation der Nutzer im Wohnungsbau (1979) und  Energiekonzepte von Gebäuden durchführte und Beiträge zur Bauökonomie (1981) verfasste.
Daneben war er ab den 1970er-Jahren in der Jazzszene der Schweiz tätig; u. a. spielte er in den folgenden Jahren mit Max E. Keller, Dieter Ulrich und Urs Röllin. 1986 wirkte er an dem Projekt Notspielplatz Zürich mit, an dem auch Musiker wie Urs Blöchlinger, Lindsay L. Cooper, Hugo Helfenstein und Uli Scherer beteiligt waren. Er spielte in den 1990er-Jahren im Agasul Orchester (mit Dieter Ulrich, Jürg Solothurnmann, Tomi Hirt, teils erweitert um Ingeborg Poffet und Ian Gordon-Lennox, mit denen es 1995 zum Auftritt beim Jazzfestival Schaffhausen kam) und 1999 mit dem Trio von Mathias Rissi (Live at Theater am Gleis); eine kurze Zeit gehörte er zum WIM-Ensemble Billiger Bauer um Omri Ziegele (dokumentiert auf der Kompilation WIM Radiodays). Mit Daniel Studer und Dieter Ulrich entstand 2001 für das Schweizer Radio DRS 2 die Produktion Aus freien Stücken; danach trat er nicht mehr auf. Im Bereich des Jazz war er laut Tom Lord zwischen 1986 und 2001 an fünf Aufnahmesessions beteiligt.

## Diskographische Hinweise
- Mathias Rissi: Qurna (1999), mit Guerino Mazzola, Heinz Geisser
- Kurt Grämiger, Daniel Studer, Dieter Ulrich: Aus freien Stücken (ART Pur, 2004)[7]